# 梁允植
梁允植（？—？），正定人，是一名清朝政治人物。拔贡出身。
梁允植曾于康熙十九年（1680年）接替李呈芳任延平府知府一职，康熙二十三年（1684年）由吴国柱接任。